# Piotr Grabarczyk
Piotr Grabarczyk (Olsztyn, 31 de octubre de 1982) es un exjugador de balonmano polaco que jugaba de pívot. Su último equipo fue el LiT Tribe Germania. Fue un componente de la selección de balonmano de Polonia.
Con la selección ganó la medalla de bronce en el Campeonato Mundial de Balonmano Masculino de 2015.

## Palmarés

### Kielce
- Liga polaca de balonmano (7): 2003, 2009, 2010, 2012, 2013, 2014, 2015
- Copa de Polonia de balonmano (10): 2003, 2004, 2006, 2009, 2010, 2011, 2012, 2013, 2014, 2015

### TuS N-Lübbecke
- 2.Bundesliga (1): 2017

## Clubes
- Warmia Olzstyn
- SMS Gdansk ( -2002)
- Vive Targi Kielce (2002-2015)
- HSV Hamburg (2015-2016)
- TuS Nettelstedt-Lübbecke (2016-2018)
- LiT Tribe Germania (2018-2019)